# Вертер (Тюрингія)
Вертер (нім. Werther) — громада в Німеччині, розташована в землі Тюрингія. Входить до складу району Нордгаузен. Складова частина об'єднання громад =-Гешихте-==.
Площа — 61,43 км2. Населення становить 3050 ос. (станом на 31 грудня 2021).
Громада підрозділяється на 9 сільських округів. 

## Галерея

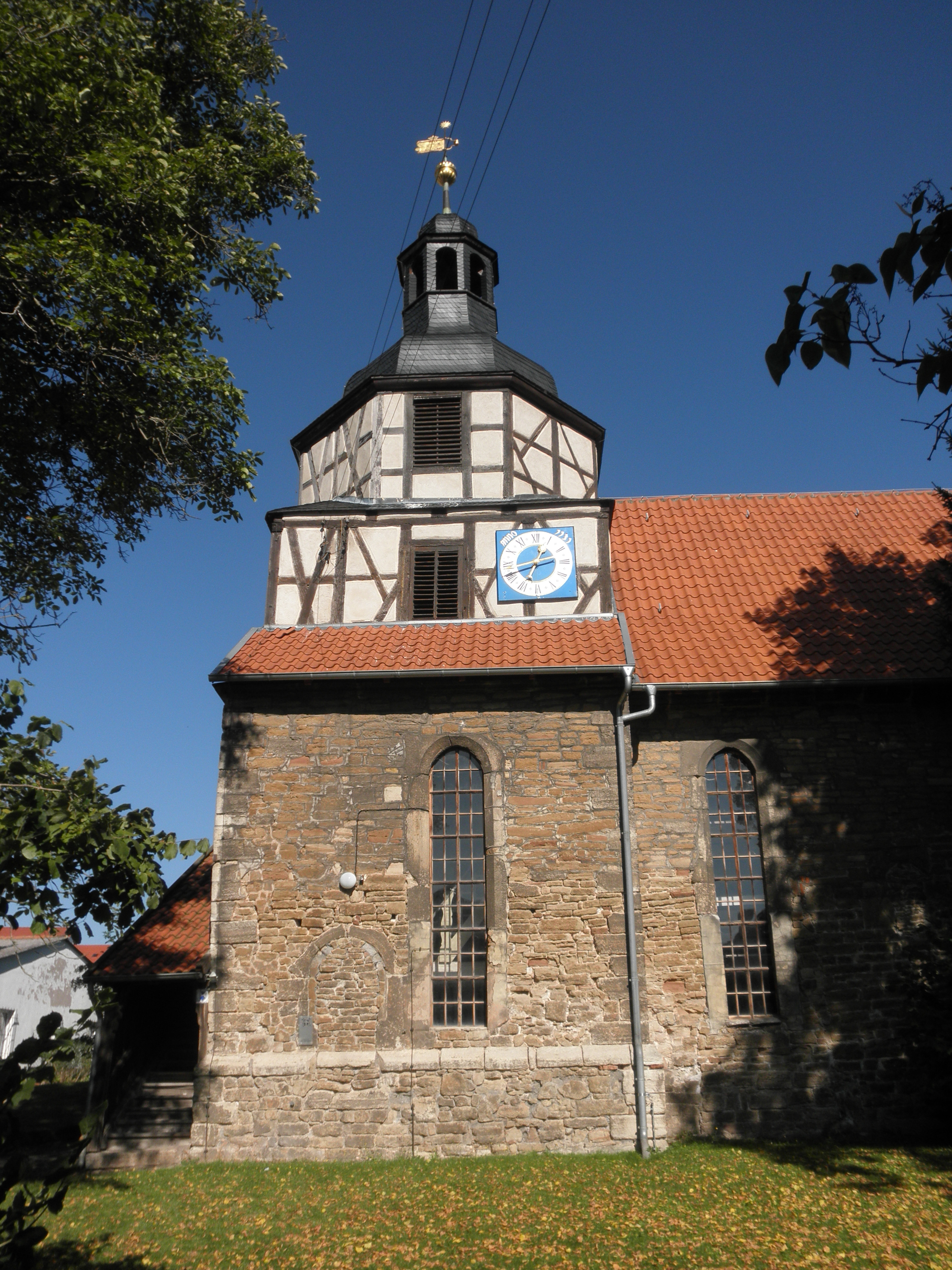